# 加富尔广场 (罗马)

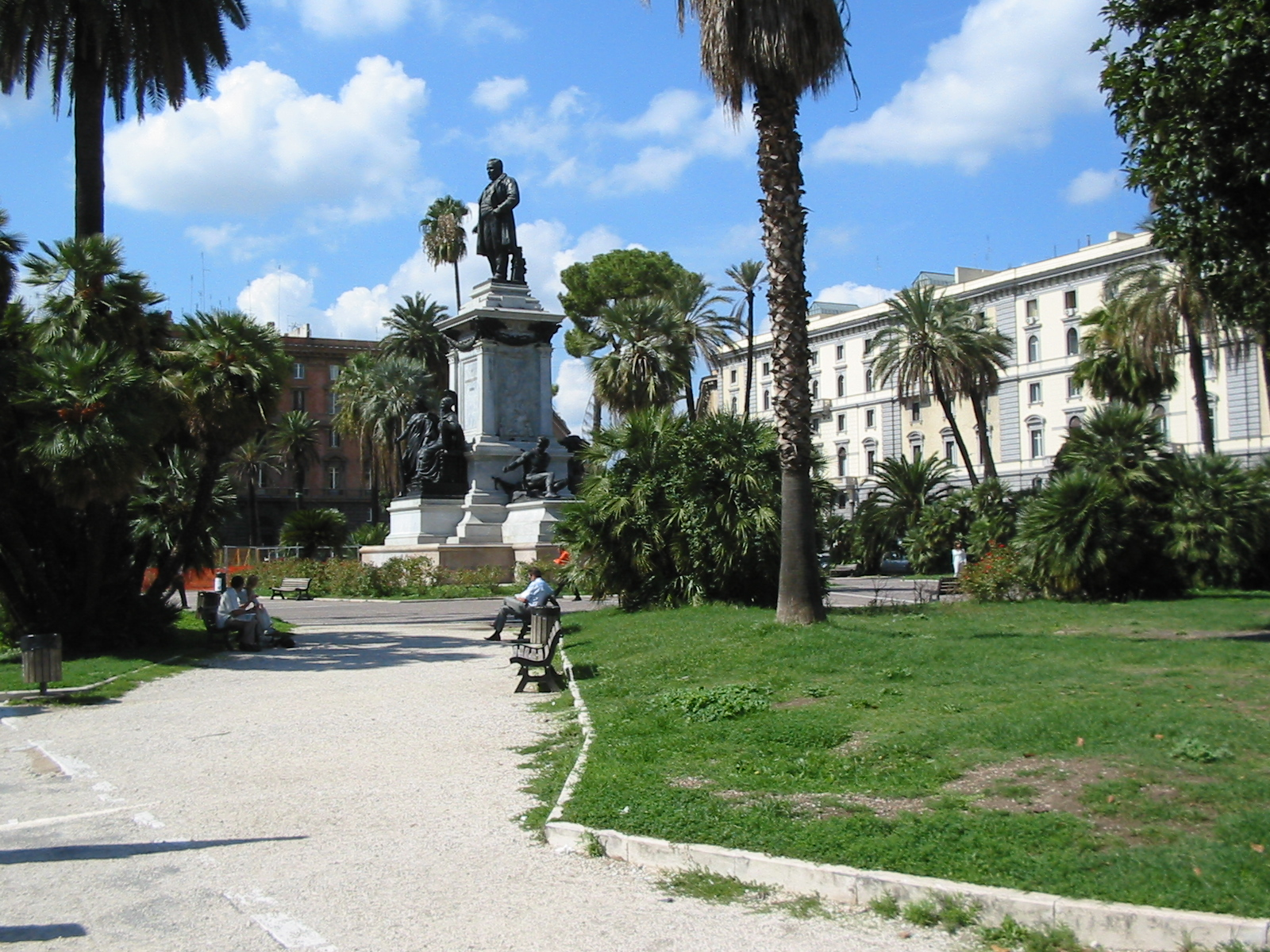
加富尔纪念碑

加富尔广场（Piazza Cavour）是罗马普拉蒂区的一个广场 位于位于阿德里亚娜广场（piazza Adriana）和街（via Triboniano）之间。
该广场得名于皮埃蒙特政治家卡米洛·奔索，加富尔伯爵（Camillo Benso conte di Cavour）。
在中央花园，由尼哥底母·塞韦（Nicodemo Severi）建于1895年和1911年  
，
矗立着一座政治家纪念碑：一尊青铜雕像 在花岗岩平台和大理石基座上
 
四面环绕着四个寓言人物，分别代表意大利和罗马，思想和行动。

工程由斯特凡诺·加莱蒂设计，1885年奠基，1895年完成，历时十年。

广场上有普拉蒂瓦勒度派教堂、瓦勒度派神学院，还有阿德里亚诺影剧院（Cinema-Teatro Adriano），以及罗马司法宫（palazzo di Giustizia di Roma）的后部，这是建筑师威廉·卡尔代里尼（Guglielmo Calderini）令人印象深刻的作品，建于1889-1910年。